# 小田急4000形電車 (2代)
小田急4000形電車（おだきゅう4000がたでんしゃ）は、小田急電鉄（小田急）で2007年（平成19年）以降に運用されている通勤車両である。
小田急では、編成表記の際「新宿寄り先頭車両の車両番号（新宿側の先頭車車号）×両数」という表記を使用しているため、本項もそれに倣い、特定の編成を表記する際には「4051×10」のように表記する。また、特定の車両を表記する場合は車両番号から「デハ4200番台」などのように表記する。

## 概要
東京地下鉄（東京メトロ）千代田線直通用として製造された車両で（2016年3月26日より東日本旅客鉄道〈JR東日本〉常磐緩行線にも直通）、JR東日本E233系電車をベースにしており、可能な限りE233系の仕様のままで導入を行っており、それまでの小田急の通勤車両の車両に対する考え方を改めた箇所がいくつか存在する。
製造は東急車輛製造と同所の事業を継承した総合車両製作所を基本に、一部車両はJR東日本新津車両製作所（現在の総合車両製作所新津事業所）が担当した。

### 登場の経緯
小田急では、千代田線直通用車両として従来、1000形を運用してきた が、同形式の直通車両の一部には6両編成と4両編成を併結した10両編成があり、このタイプの編成は2003年に発生した韓国・大邱地下鉄放火事件の教訓から、地下鉄線内の緊急時における乗客の避難に支障が生じる可能性が指摘された。このため、万が一の避難を考慮した10両固定編成で運用をすることを必要とされたため、本形式の製造が開始された。
また、小田急では2001年から2006年までに標準型車両として新3000形を増備し、2600形（NHE車）・初代4000形・9000形を置き換えた。さらに初代5000形を置き換えるための車両として、3000形で進められた標準設計をさらに推進するとともに、運行障害の低減を目指して主要機器や回路を二重系とするとともに、バリアフリー化の推進を図ることになった。
こうして、JR東日本E233系をベースとして、「故障に強い車両」と「人と環境にやさしい車両」、「車両の安全性向上」 を目指して登場したのが4000形である。

## 車両概説
本節では、登場当時の仕様を基本として、増備途上での変更点を個別に記述する。更新による変更については沿革で後述する。
4000形は全長20mの車両による10両固定編成で製造された。形式は先頭車が制御車のクハ4050形で、中間車は電動車のデハ4000形と付随車のサハ4050形である。車両番号については、巻末の編成表を参照のこと。
それまで小田急に存在した10両固定編成の通勤車両では、4両固定編成と6両固定編成を連結した10両編成と同様に、検査時に新宿側4両と小田原側6両に分割する仕様を基本としていたが、4000形ではこれを改め、検査時には4号車と5号車の間で新宿側6両と小田原側4両に分割する「逆10両」を基本とした。

### 車体
先頭車は車体長19,700mm・全長20,150mm、中間車は車体長19,500mm・全長20,000mmで、車体幅は千代田線乗り入れに対応した2,770mmとした。車体はベースとなったE233系と同様、台枠・構体ともステンレス鋼製としたオールステンレス車両で、車体強度の向上を図るために構体結合部へのリング構造の採用や側面の柱、屋根材の板を厚くしている。車体断面は台枠上面から、車体内側へ向かって わずかに傾斜した台形断面構造となっている 。屋根上では小田急線内用の空間波無線（SR）アンテナのほか、製造当初よりJR線用デジタル無線アンテナの取り付け台座2基が準備工事されていた（その後、取り付け）。
前面は50000形VSE車のデザインを担当した岡部憲明が監修した小田急オリジナルのデザインで、車掌台側に非常用貫通路を組み込み、全体に丸みを持たせた形状とした。前部標識灯（前照灯）は小田急の通勤車両では初めてディスチャージヘッドランプ（HID）が採用されている。前面ガラスは厚さ12.3mmの合わせ強化ガラスで、中間膜3枚を挟み込んだ上に飛散防止フィルムを室内側に貼ることで乗務員の保護を図った。
側面客用扉は各車両とも4箇所で、天地寸法は1,850mmで扉幅は1,300mmとした。扉中心間隔は「通勤・近郊電車の標準仕様ガイドライン」に準拠した4,820mmであるが、先頭車の乗務員室側の1箇所は4,780mmとしている。側面窓の配置は、扉間の窓が幅1,890mmで一段下降窓と固定窓の組み合わせ、車端部の窓は幅700mmの一段下降窓である。全ての側面ガラスはUV・IRカット熱線吸収ガラスとし
、客用窓のロールカーテンは省略されている。

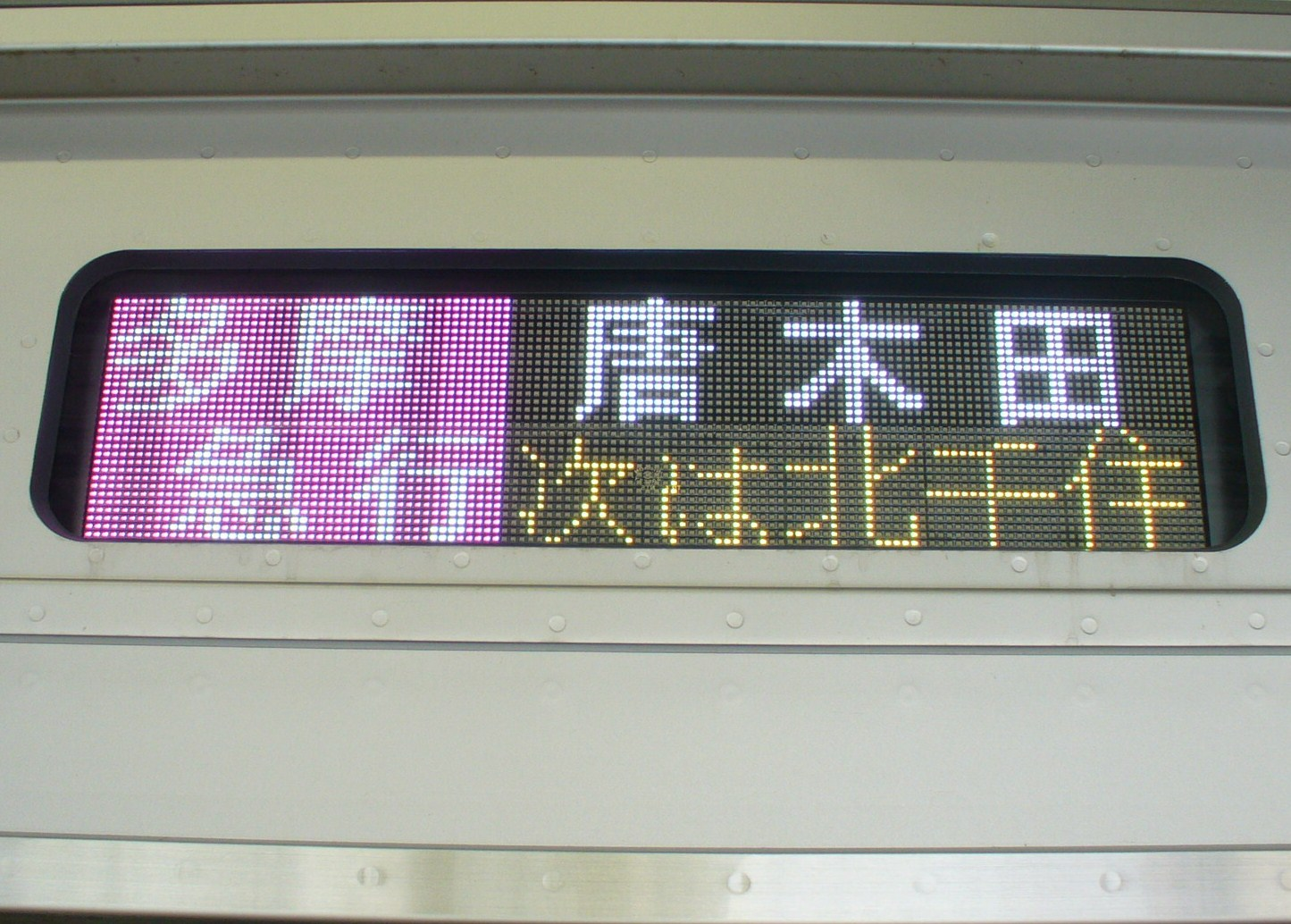
側面のフルカラー式LED表示器

前面・側面とも種別・行先表示器はフルカラーLED式で、E233系と同一寸法である。日本語と英語を交互に表示するほか、小田急では初めて次の停車駅名も同時に表示することとした。
車体に入る帯は、それまでの小田急の通勤車両と同様に青色系を踏襲しているが、新3000形までのロイヤルブルーではなく、ルリマツリの色をイメージしたインペリアルブルーの帯としている。このインペリアルブルー帯は、従来のステンレス車でも更新および入場時に変更されるようになり、後に登場した2代目5000形にも採用されている。

### 内装
| 車内全景 |  | 扉付近、後にLCDは2画面化 |
| 車内全景 |  | 扉付近、後にLCDは2画面化 |

地下鉄への直通時を考慮し、車内は暗く感じないような配色となっている。また、優先席回りと一般席部分の客室では配色を変えることで、識別が容易にできるようにしている。
座席はすべてロングシートで、客用扉間に7人がけ・客用扉と連結面の間には3人がけの座席が配置される。座席は一人あたりの幅を460mmと設定し、優先席回りは青系の色の濃淡、一般席は赤系統の色の濃淡である。座席形状や握り棒の配置（2次車・次車分類は後述）はE233系と同一であるが、扉脇の袖仕切りの形状はE233系とは異なっている。先頭車の座席のうち、乗務員車掌台側直前の箇所は車椅子スペースを設け、車椅子利用がない際に使用するための3人がけ収納式座席を設置したが、2009年の増備車（2次車）以降は収納式座席は廃止された。
車内の化粧板は白系とし、床は優先席回りは青を基調として、それ以外の床は赤を基調としている。また、扉付近の床すべり止めや扉の先端には警戒色である黄色としている。扉の開閉時にはドアチャイムの鳴動とドア開閉表示灯を設置する。
つり革は優先席付近は黄色、それ以外の場所は白色としている。また、座席前のつり革の高さは1,630mmを基本としているが、2011年の増備車（3次車）までは一部のつり革を50mm下げた1,580mmとしていた。車内案内表示装置は各扉の鴨居部分に15インチ液晶ディスプレイを設置し、「TVOS」 ("Train Vision Odakyu System") によって列車種別・行先・停車駅・駅構内図や輸送障害の情報などの表示制御が行なわれる。また、4次車となる4065×10からは、17インチの液晶ディスプレイを2基搭載し、右側には「TVOS（号車表示無しの新タイプ）」を、左側には小田急では初めてのトレインビジョンを採用している。製造年を示すものは小田急では初採用となるシール式で西暦表記である。

### 主要機器

#### 乗務員室

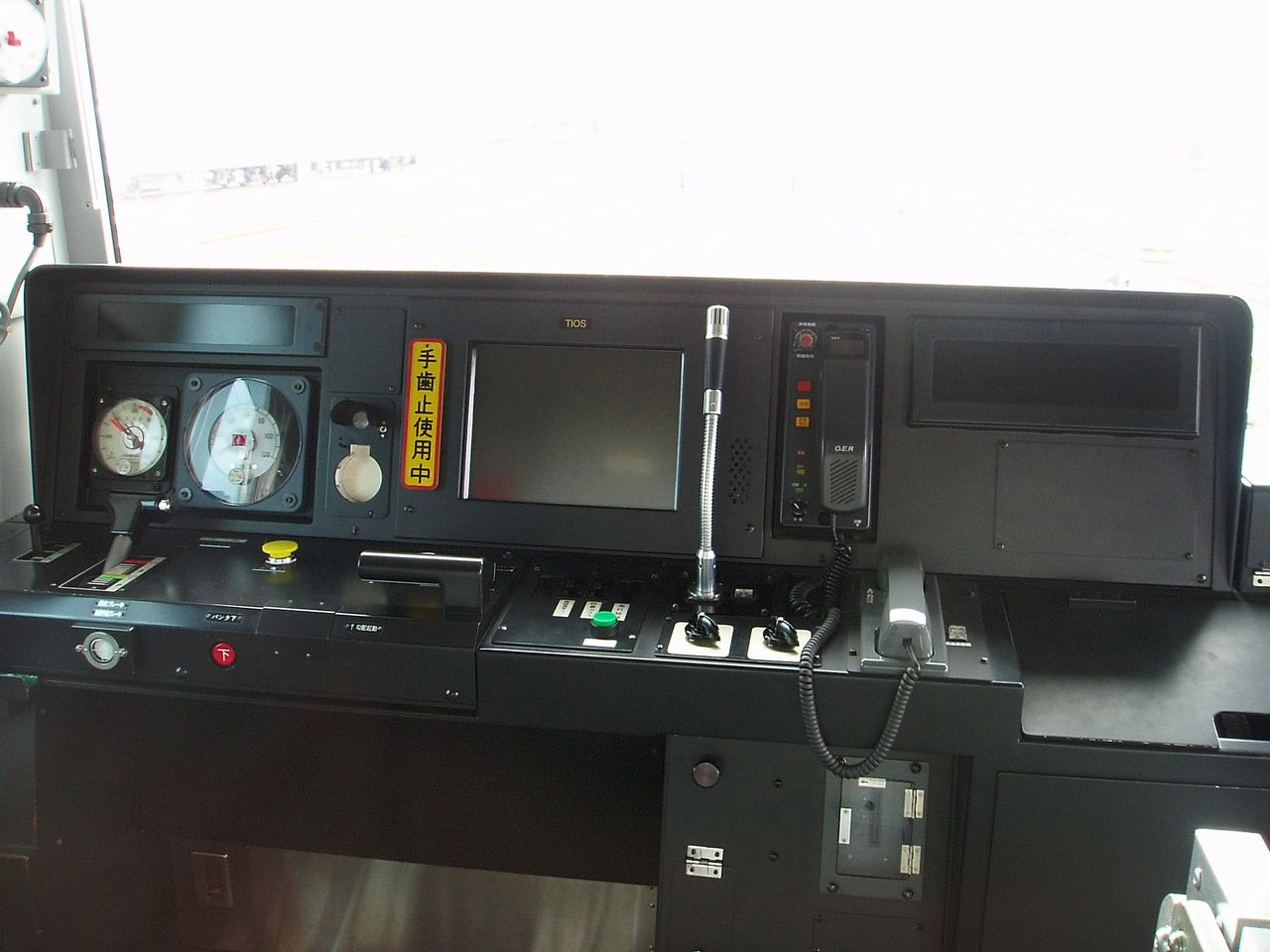
運転台

運転台は新3000形に引き続き、主幹制御器にブレーキ設定器と一体化した左手操作型ワンハンドル式であるが、操作部と制御部を独立させた「ロータリーエンコーダ方式」となっている。運転士の異常時に対応する機器として、EB装置を導入したうえで、主ハンドルは手を離すと「切」位置かブレーキ位置に戻るオートリターン機能が採用されている。また、指定の速度域（15 km/h以上）で力行4ノッチから力行2ノッチにハンドルを操作することで定速制御が可能な仕様となっている。
運転席の位置は新3000形よりも足元位置基準で80 mm高い335 mmとすることで、運転席からの見通しを改善するとともに、踏切事故などで運転士救護のために運転席背面には非常用貫通構造が採用されている。計器盤には運転士知らせ灯と時計置きを中心とし、左側に小田急用保安表示灯、圧力計、速度計を配置し、右側にモニタ表示器、列車無線ハンドセット、運転士用マイク、東京メトロ線用保安表示灯を配置している。各種スイッチ類は、運転士が頻繁に操作するものは運転席に座った状態で右手が届く範囲に配置し、逆に通常は操作しないスイッチ類は離れたところに配置することで、取り扱いミスの防止を図っている。
車掌スイッチは捻り押し上げ式（フック式）で、小田急では初めて間接制御式（リレー式）を採用しており、終着駅折り返し時の操作を不要としている。扉の操作は小田急線内では戸閉解除ボタン操作後に車掌スイッチを操作するが、東京メトロ線内では戸閉解除ボタンを使用せず、そのまま車掌スイッチを操作できる方式としている。
新3000形に引き続き、車両の情報を管理するシステムとしてTIOS（列車情報小田急型管理装置）が導入され、車体の配線削減を図っている。E233系と同様に回路を二重系として運行障害の低減を図ったほか、車両間の伝送速度を10Mbpsとし、車両管理のためのデータをより高速に送受信することを可能としている。また、4000形のTIOSでは車両統合管理機能として力行やブレーキ操作の指令をTIOS経由により編成全体で最適化を行う「力行・ブレーキ制御」、TIOSにより回生ブレーキ遅れ込め制御の最適化を行う「回生ブレーキM車優先制御」、機器の削減のため車両搭載の空気圧縮機（制御用および空調装置用）の起動指令をTIOSから行う「コンプレッサ起動制御」のほか、後述する編成滑走制御を有する。
さらに乗務員支援システムとして入庫の際の作業となる静止形インバータ（SIV）停止・電動空気圧縮機（CP）停止・集電装置降下・バッテリー遮断の操作をスイッチ1つで行なうことが可能な「自動遮断機能」、前述した「EB装置」、客用扉が開いている際に主ハンドルがブレーキ位置以外の位置となった際に警告音声を発する「車両転動防止支援機能」、次の停車駅を予告するとともに編成両数も表示することで停止位置誤認の防止を図る「停車予告」、車両出庫時の点検作業をTIOSにより自動で行う（起動試験を除く）「自動出庫点検」のほか、検修員支援システムとして車両留置状態での車内案内表示装置・自動放送装置の動作状況を確認する「模擬走行機能」、性能確認試運転時においてTIOS中央演算装置にパソコンを接続することでパソコンに車両性能を収集させる「ランカーブデータ出力機能」、定期検査項目をTIOSからの指令で自己診断を行う「車上試験機能」といった機能を実装している。
警笛には空気笛はAW-5C形、電子笛には八幡電気産業製のYA-92119形を搭載している。保安装置は小田急線内で使用するOM-ATS・地下鉄線・JR線内で使用する車内信号式自動列車制御装置（東京地下鉄呼称：新CS-ATC、JR呼称：ATC-10） のほか、小田急線内で新しく採用されたD-ATS-Pも搭載する。

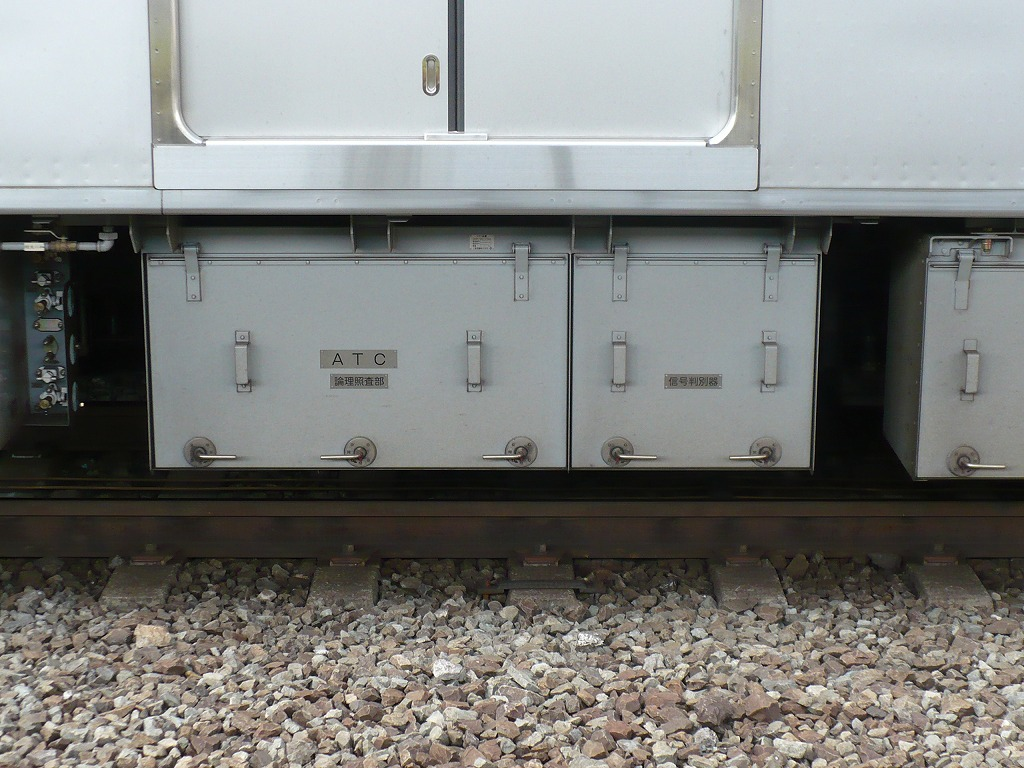
（撮影当時）千代田線用のATC装置 左が論理照査部、右が信号判別器
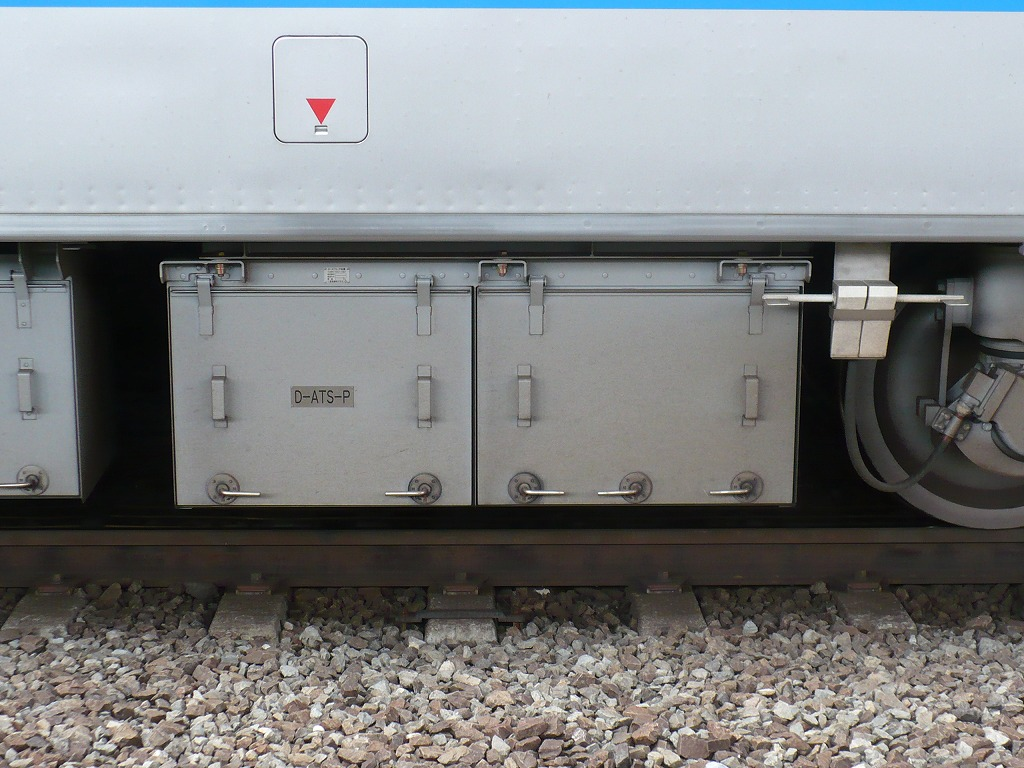
小田急線用のD-ATS-P装置

#### 走行関連機器

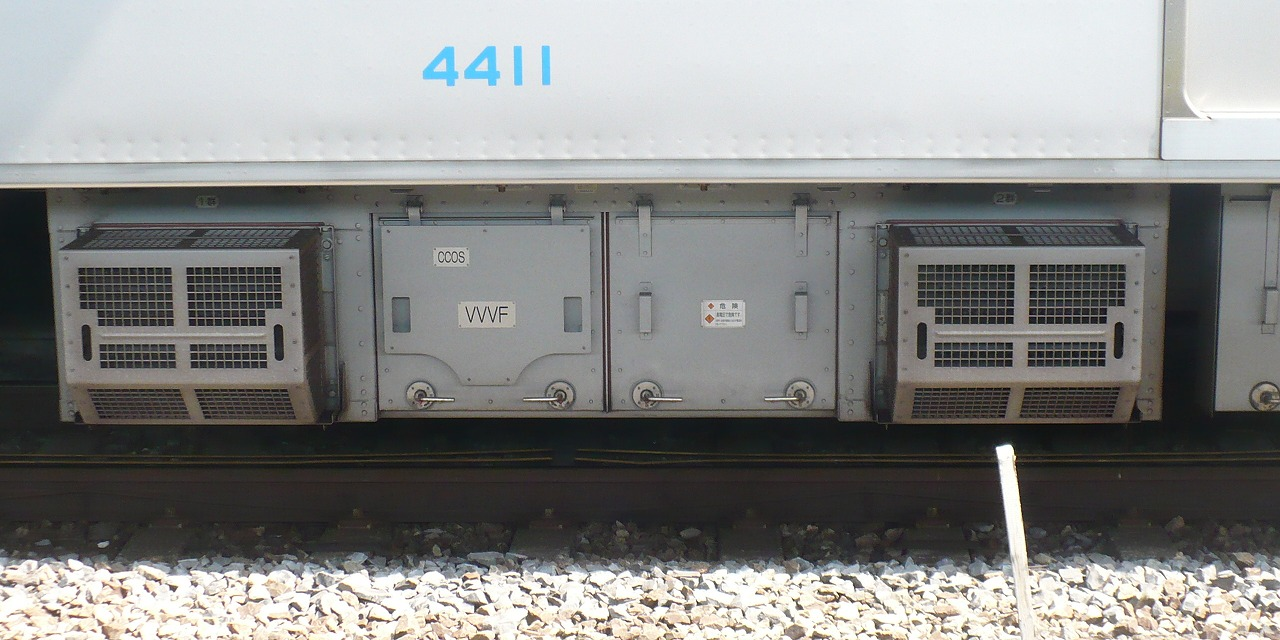
三菱電機製のVVVFインバータ装置

制御装置は三菱電機製のIPM-IGBT素子2レベル方式のVVVFインバータ制御装置（容量　3300V/1200A）であるMAP-198-15V172形が採用された。インバータ1基で主電動機4台を制御する（1C4M）ユニットを1群とし、1台の装置の中に2群の機器を収めているもので、デハ4000番台・デハ4200番台・デハ4400番台の車両に搭載した。PGセンサレスベクトル制御方式を採用しており、電力回生制動は停止直前まで機能する純電気ブレーキ制御を有する。素子の冷却方式は走行風によるもので、冷媒には水を使用する。装置には15km/h以上の速度域における定速運転機能と、30km/h以上の速度域における抑速ブレーキ機能を備えている。
主電動機は三菱電機製の外扇式全密閉かご形三相誘導電動機である出力190kWのMB-5123-A形を採用し、歯数比を3000形よりさらに低い96:17（5.65）に設定している。主電動機単体の騒音試験では従来の開閉形誘導電動機と比較して約9dBの騒音低減が確認された。駆動方式はこれまでの通勤車両と同様のWNドライブである。
制動装置は回生制動併用全電気指令式制動とした。TIOSによって編成全体で制動力の管理を行なう方式で、小田急・鉄道総合技術研究所・三菱電機・筑波大学が共同開発した「編成滑走制御」を導入している。基礎制動装置は電動車がシングル式（片押し式）のユニットブレーキで、制御車と付随車においては通勤車両では初代4000形以来となるディスクブレーキ（ツインディスク式）が採用され、ユニットブレーキとの併用としている。制御車においては台車単位でブレーキ制御装置と供給溜めを搭載し、踏切事故などで先頭台車の機器が破損した場合においても、先頭台車のブレーキのみを開放することで編成全体のブレーキ力低下を最小限に抑えることを図った。
| 電動台車 TS-1033 |  | 付随台車 TS-1034A |
| 電動台車 TS-1033 |  | 付随台車 TS-1034A |

台車は東急車輛製造製の軸梁式軸箱支持方式ボルスタレス台車を採用、電動台車がTS-1033形とTS-1033A形、付随台車はTS-1034形とTS-1034A形である。電動台車のうちデハ4300番台に装着される台車は軸ばねが異なるためTS-1033A形、先頭車の前位側台車については駐車ブレーキ付としたためTS-1034A形と、それぞれ別形式の台車となった。

#### その他機器
床下機器配置については、それまでの小田急の車両とは制御装置や空気制動機器の配置を進行方向を基準として左右逆に配置したほか、電気回路の線番号はE233系と同一仕様とした。戸閉装置には、小田急では初めて電動スクリュー軸式が採用された。車内保温のため片側4扉のうち、3扉を閉め切る「3/4閉扱い」機能を有している。
集電装置（パンタグラフ）は東洋電機製造製のシングルアーム式のPT7113-Bを採用、デハ4000番台・デハ4200番台・デハ4400番台の車両に設置した。舟体は、降雪時の着雪量低減を図るため、強度を上げながら枠を薄くしたアルミニウム製とし、避雷器を集電装置の台枠に直接取り付けた。パンタグラフには上昇検知装置を設けており、運転台のTIOSモニター画面で上昇・下降状態を確認可能としている。
冷房装置については、冷凍能力50,000kcal/h（58.14kW）の三菱電機MCU-720形集中式冷房装置を採用した。冷房装置などのサービス機器に電力を供給する補助電源装置は、出力260kVAのIGBT素子式静止形インバータ（SIV）をデハ4100番台・デハ4500番台の車両に搭載した。装置は故障時の冗長性を高めるため、一部の回路を2重系とした「待機2重系」方式である。
電動空気圧縮機（CP）については、小容量のスクロール圧縮機を3台1ユニットで構成する「マルチコンプレッサシステム」を採用、三相交流440Vで駆動する低騒音スクロール式のMBU-1600Y2形を採用した。2007年度に導入された車両ではクハ4050番台・サハ4350番台・クハ4550番台の車両に搭載したが、2009年以降の増備車両ではデハ4100番台・サハ4350番台・デハ4500番台の車両への搭載に変更された。
連結器は、先頭車前部が密着連結器、それ以外は基本的に半永久連結器である。ただし、T1車とT2車の間は設備上の関係で検査時は6両と4両に分割可能にするために密着連結器とされているほか、可搬型の運転台ユニットを設置することができる。このほか、5号車に当たるサハ4350番台には地下鉄千代田線用の誘導無線送受信機と誘導無線アンテナ（側面空中線、床下空中線）が設けられている。
非常用はしごは、各先頭車の乗務員室に補助腰掛を兼用したものを設置したほか、デハ4300番台・サハ4350番台・サハ4450番台の床下にも非常用はしごを収納した。

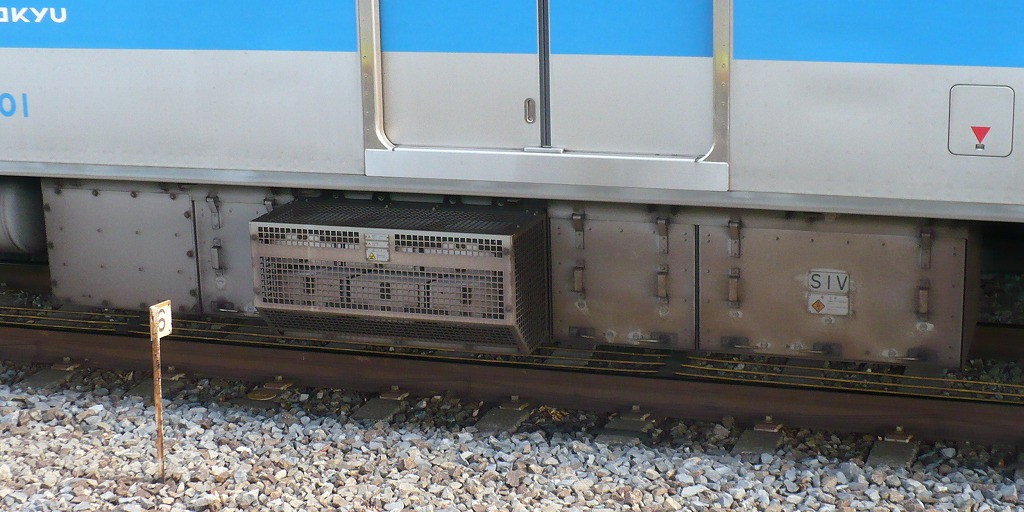
SIV補助電源装置
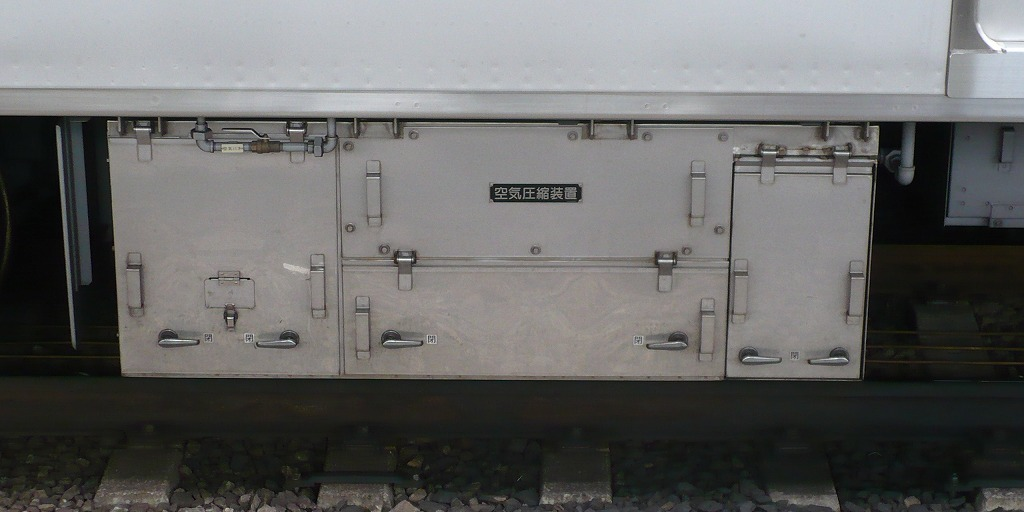
三菱電機製の空気圧縮機
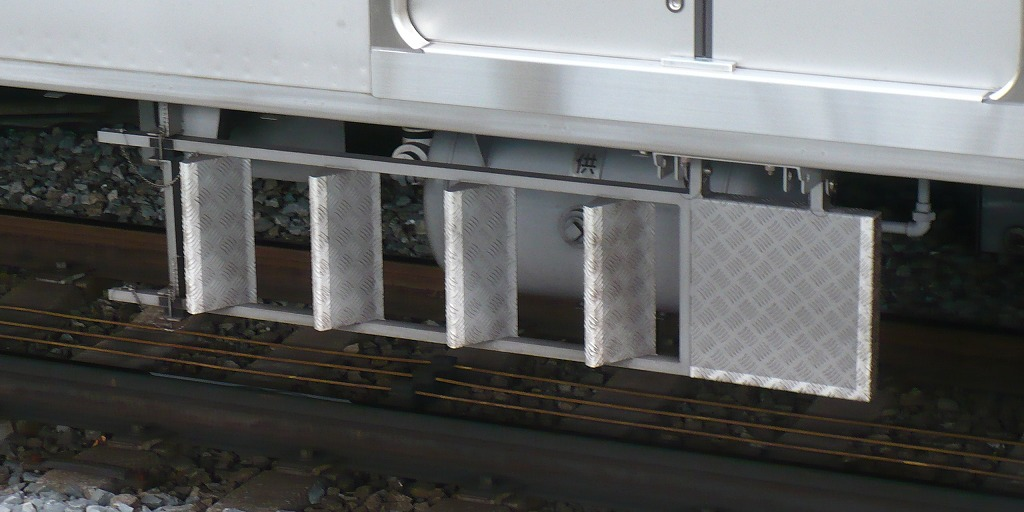
中間車3両の床下にある非常用ハシゴ

## 沿革
| 4058×10の車番ステッカー東急車輛製造製の車両は東急車輛の表記のみ  |  | 4056×10の車番ステッカー新津車両製作所製の車両は東急車輛との連名表記となっている  |  | 千代田線から直通の臨時列車「丹沢もみじ号」として営業運転に就く4054×10（2007年11月25日） |
| 4058×10の車番ステッカー 東急車輛製造製の車両は東急車輛の表記のみ |  | 4056×10の車番ステッカー 新津車両製作所製の車両は東急車輛との連名表記となっている |  | 千代田線から直通の臨時列車「丹沢もみじ号」として営業運転に就く4054×10（2007年11月25日） |

2007年9月22日から小田急線内で運行を開始、同年9月29日からは千代田線直通列車での運用も開始された。
4000形の投入が進められ、千代田線直通列車は全て10両固定編成化されたため、それまで千代田線直通列車に使用されていた1000形のうち、4両固定編成と6両固定編成を連結して10両編成を組成していた車両はATC装置を撤去の上で地上線運用に転用され、初代5000形・5200形の淘汰が進められた。その後も増備は進められ、2010年までには1000形の10両固定編成運用は千代田線直通列車から外れ、直通列車は4000形のみの運用となった。
千代田線直通以外にも、小田原線・多摩線で急行や快速急行、通勤急行、各駅停車、江ノ島線の快速急行、急行など他の10両固定編成と一緒に幅広く運用されている。なお、有効長の関係で小田原駅発着の各駅停車、箱根登山線直通列車、江ノ島線の各駅停車には充当されない。2019年3月15日までは新宿駅 - 代々木上原駅間各駅の有効長も10両未対応であったが、翌3月16日より対応するようになり新宿駅発着の各駅停車にも充当されるようになった。
常磐緩行線直通では緩行線の終点である取手駅にも乗り入れる。また、小田急の車両が千葉県・茨城県に乗り入れるのはこれが初である。
2007年時点では、小田急での優先席設置位置は各車両の新宿側車端部であり、車両概説の節で述べた優先席付近の色分けもそのようになっていた。しかし、2009年3月に優先席の位置を各車両の小田原側車端部に変更したが、内装材はそのまま存置された。
初年度となる2007年度には1次車として7編成（4051×10 - 4057×10）が製造された。このうち4056×10はJR東日本新津車両製作所が製造を担当した。
2009年度には2次車 となる4編成（4058×10 - 4061×10）が製造された。この2009年度以降の増備車では、優先席付近の色分けも当初より小田原側車端部で設定されている。
2010年度には3次車となる2編成（4062×10・4063×10）が製造された。このうち4063×10の5 - 10号車はJR東日本新津車両製作所が製造を担当している。
2011年度には1編成（4064×10）が製造された。この編成も3次車に分類されている。

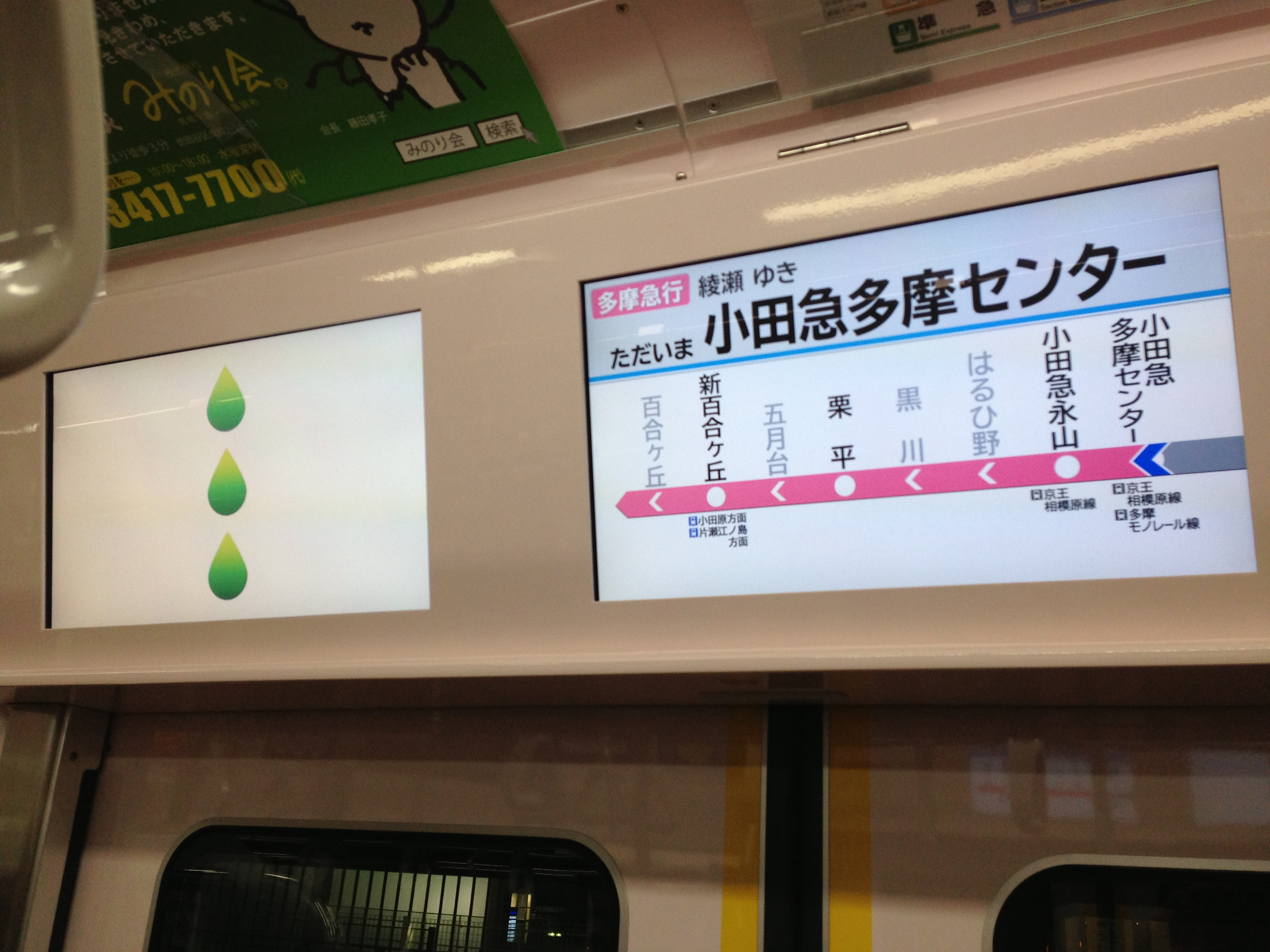
4065×10のLCD
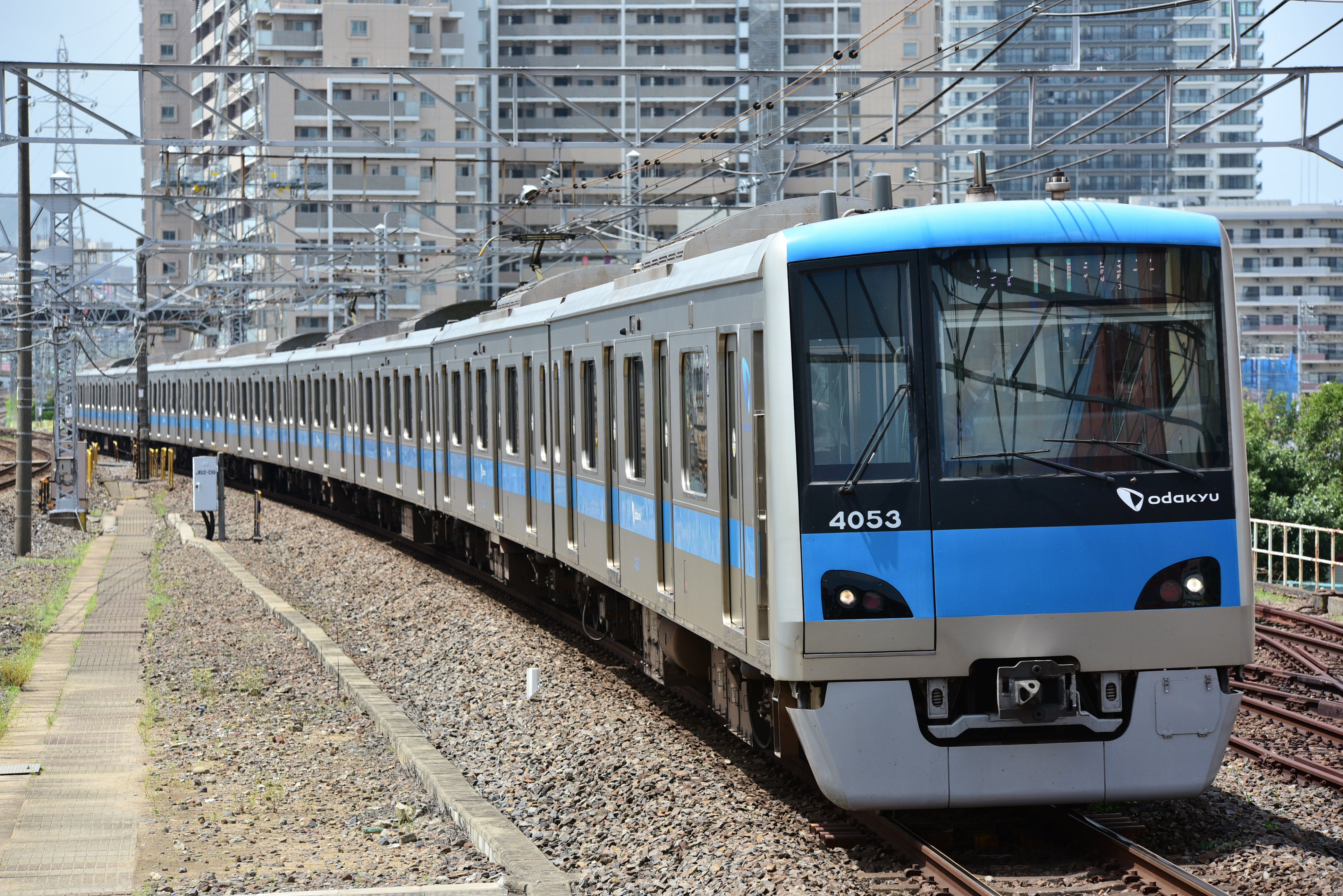
常磐緩行線に直通する4000形（2016年4月18日）

2012年度には4次車となる1編成（4065×10）が製造された。この年度からは、鉄道車両では初となる調光機能付きのLED照明が導入され、車内LCDが横長の2画面に変更されている。また、優先席部に位置するLED照明は電球色として、一般席との区別がされている。「ぶつかりやすい」との声が出たため、1,630mmと1,580mmの2種類あったつり革の長さが、1,630mmの1種類に統一されている。そのほか、連結面寄り座席部の荷棚端に落下防止板を取り付けた。4065×10は総合車両製作所横浜事業所から小田急に納入された最初の車両である。なお、初期の編成も順次、車内LCDが4065×10に準じたものに変更されている。
2013年4月から常磐緩行線乗入れにそなえた改造工事が順次実施された。2015（平成27）年9月27日には4064×10が松戸車両センターへ回送され、9月29日に常磐緩行線我孫子までの試運転が実施された。その後、2016年3月26日から常磐緩行線での営業運転を開始した。
| 旧タイプの前面LED表示 |  | 新タイプの前面LED表示 |
| 旧タイプの前面LED表示 |  | 新タイプの前面LED表示 |

上記の常磐線乗り入れに合わせ、2016年2月頃から順次前面のLED表示方法が変更されている。日本語と英語が3秒ごとの交互に表示されるものから、日本語の下に英語が表示される方法へ変更されている。
2016年度の鉄道事業設備投資計画において、2012年度以来4年ぶりとなる増備（10両×1編成）が発表された。2016年12月20日に5次車である4066×10がJ-TREC横浜事業所から出場、海老名まで輸送された。5次車では、6号車と7号車に車椅子スペースの増設、各車両屋根上に搭載されていたラジオアンテナが撤去されるなどの細部の仕様変更が行われた。また、4次車で変更された高さ1630mmのつり革は5次車でも引き続き採用された。登場当初は小田急線内限定にして運用されていたが、後に乗り入れを開始している。2017年11月1日にハイアットリージェンシー東京で行われた2018年3月17日の新ダイヤ発表記者会見において、当編成はダイヤ改正に伴う輸送力増強用と発表された。また、4066×10の投入によって、4000形の製造は終了し、以降は5000形の製造に移った。
2016年9月10日には、乗り入れ先の常磐線松戸車両センターにて長岡車両センター所属のEF64形1032号機（双頭連結器・ブレーキ読替指令装置を搭載しており、ベースであるE233系との連結機能付き）との併結試験が行われ、11月4日には、4060×10がEF64形1031号機牽引で、千代田線で導入予定のホームドア関連および常磐緩行線におけるCBTC導入関連の改造などを行うため、事前に回送してあった松戸車両センターから大宮総合車両センターへ配給輸送され、2017年1月12日に大宮総合車両センターから出場した。大手私鉄の通勤型車両がJRの工場へ入場するのは極めて珍しく、その後も大宮総合車両センターへの入場は2018年まで行われた。
また、常磐緩行線内でワンマン運転を行うため、全編成にワンマン運転対応化改造が行われた。

## 編成表
凡例Tc …制御車、M …電動車、T…付随車、VVVF…制御装置、SIV…補助電源装置（静止型インバータ）、CP…電動空気圧縮機、PT…集電装置

### 1次車
|          | ← 小田原・唐木田・藤沢新宿・片瀬江ノ島・北綾瀬・取手 → |             |             |             |             |             |             |             |             |             |
| 号車     | 1                                                      | 2           | 3           | 4           | 5           | 6           | 7           | 8           | 9           | 10          |
| 形式     | クハ4050                                               | デハ4000    | デハ4000    | サハ4050    | サハ4050    | デハ4000    | デハ4000    | デハ4000    | デハ4000    | クハ4050    |
| 区分     | Tc2                                                    | M6          | M5          | T2          | T1          | M4          | M3          | M2          | M1          | Tc1         |
| 車両番号 | 4551 ∥ 4557                                            | 4501 ∥ 4507 | 4401 ∥ 4407 | 4451 ∥ 4457 | 4351 ∥ 4357 | 4301 ∥ 4307 | 4201 ∥ 4207 | 4101 ∥ 4107 | 4001 ∥ 4007 | 4051 ∥ 4057 |
| 搭載機器 | CP                                                     | SIV         | VVVF,PT     |             | CP          |             | VVVF,PT     | SIV         | VVVF,PT     | CP          |
| 自重     | 30.9t                                                  | 32.9t       | 33.0t       | 27.9t       | 28.6t       | 29.9t       | 32.7t       | 32.9t       | 33.0t       | 30.9t       |
| 定員     | 144                                                    | 153         | 153         | 153         | 153         | 153         | 153         | 153         | 153         | 144         |

### 2次車以降
編成別の製造次については前述を参照。
|          | ← 小田原・唐木田・藤沢新宿・片瀬江ノ島・北綾瀬・取手 → |             |             |             |             |             |             |             |             |             |
| 号車     | 1                                                      | 2           | 3           | 4           | 5           | 6           | 7           | 8           | 9           | 10          |
| 形式     | クハ4050                                               | デハ4000    | デハ4000    | サハ4050    | サハ4050    | デハ4000    | デハ4000    | デハ4000    | デハ4000    | クハ4050    |
| 区分     | Tc2                                                    | M6          | M5          | T2          | T1          | M4          | M3          | M2          | M1          | Tc1         |
| 車両番号 | 4558 ∥ 4566                                            | 4508 ∥ 4516 | 4408 ∥ 4416 | 4458 ∥ 4466 | 4358 ∥ 4366 | 4308 ∥ 4316 | 4208 ∥ 4216 | 4108 ∥ 4116 | 4008 ∥ 4016 | 4058 ∥ 4066 |
| 搭載機器 |                                                        | SIV,CP      | VVVF,PT     |             | CP          |             | VVVF,PT     | SIV,CP      | VVVF,PT     |             |
| 定員     | 144                                                    | 153         | 153         | 153         | 153         | 153         | 153         | 153         | 153         | 144         |

### 編成表
| 編成番号 | ←小田原・唐木田・藤沢 | 新宿・片瀬江ノ島・北綾瀬・取手→ | 備考 | 製造                                                                  |
| -------- | --------------------- | ------------------------------- | --- | --------------------------------------------------------------------- |
| 4051F    | 1次車                 | 1次車                           | 登場当時に運用していた 1000形6両+4両の全編成を置き換え、 玉突きで地上専用車の初代5000形、 5200形を置き換えた。 2009年に優先席を新宿寄りから 小田原寄りに変更（1,10号車を除く） | 東急車輛製造 （当時）                                                 |
| 4052F    | 1次車                 | 1次車                           | 登場当時に運用していた 1000形6両+4両の全編成を置き換え、 玉突きで地上専用車の初代5000形、 5200形を置き換えた。 2009年に優先席を新宿寄りから 小田原寄りに変更（1,10号車を除く） | 東急車輛製造 （当時）                                                 |
| 4053F    | 1次車                 | 1次車                           | 登場当時に運用していた 1000形6両+4両の全編成を置き換え、 玉突きで地上専用車の初代5000形、 5200形を置き換えた。 2009年に優先席を新宿寄りから 小田原寄りに変更（1,10号車を除く） | 東急車輛製造 （当時）                                                 |
| 4054F    | 1次車                 | 1次車                           | 登場当時に運用していた 1000形6両+4両の全編成を置き換え、 玉突きで地上専用車の初代5000形、 5200形を置き換えた。 2009年に優先席を新宿寄りから 小田原寄りに変更（1,10号車を除く） | 東急車輛製造 （当時）                                                 |
| 4055F    | 1次車                 | 1次車                           | 登場当時に運用していた 1000形6両+4両の全編成を置き換え、 玉突きで地上専用車の初代5000形、 5200形を置き換えた。 2009年に優先席を新宿寄りから 小田原寄りに変更（1,10号車を除く） | 東急車輛製造 （当時）                                                 |
| 4056F    | 1次車                 | 1次車                           | 登場当時に運用していた 1000形6両+4両の全編成を置き換え、 玉突きで地上専用車の初代5000形、 5200形を置き換えた。 2009年に優先席を新宿寄りから 小田原寄りに変更（1,10号車を除く） | JR東日本新津車両製作所（当時）                                        |
| 4057F    | 1次車                 | 1次車                           | 登場当時に運用していた 1000形6両+4両の全編成を置き換え、 玉突きで地上専用車の初代5000形、 5200形を置き換えた。 2009年に優先席を新宿寄りから 小田原寄りに変更（1,10号車を除く） | 東急車輛製造 （当時）                                                 |
| 4058F    | 2次車                 | 2次車                           | 当初から小田原寄りに優先席を設定 また、1次車にあった折りたたみ式の椅子が撤去された。                                                                                           | 東急車輛製造 （当時）                                                 |
| 4059F    | 2次車                 | 2次車                           | 当初から小田原寄りに優先席を設定 また、1次車にあった折りたたみ式の椅子が撤去された。                                                                                           | 東急車輛製造 （当時）                                                 |
| 4060F    | 2次車                 | 2次車                           | 当初から小田原寄りに優先席を設定 また、1次車にあった折りたたみ式の椅子が撤去された。                                                                                           | 東急車輛製造 （当時）                                                 |
| 4061F    | 2次車                 | 2次車                           | 当初から小田原寄りに優先席を設定 また、1次車にあった折りたたみ式の椅子が撤去された。                                                                                           | 東急車輛製造 （当時）                                                 |
| 4062F    | 3次車                 | 3次車                           | 特に大きな仕様変更は行われていない。 ただ製造期間に差ができただけだ。 | 東急車輛製造 （当時）                                                 |
| 4063F    | 3次車                 | 3次車                           | 特に大きな仕様変更は行われていない。 ただ製造期間に差ができただけだ。 | 1~4号車: 東急車輛製造（当時） 5~10号車:JR東日本新津車両製作所（当時） |
| 4064F    | 3次車                 | 3次車                           | 特に大きな仕様変更は行われていない。 ただ製造期間に差ができただけだ。 | 東急車輛製造（当時）                                                  |
| 4065F    | 4次車                 | 4次車                           | 当初より2画面サイズのLCDを搭載、鉄道車両初の調光機能付きLED照明が採用される。この編成よりつり革の高さが統一された（ドア部分を除く）。                                          | 総合車両製作所 横浜事業所                                             |
| 4066F    | 5次車                 | 5次車                           | 6、7号車に車椅子スペース増設 導入当初は千代田線乗り入れが不可能であった。 （2019年に乗り入れ開始）                                                                             | 総合車両製作所 横浜事業所                                             |